# Возом за Самарканд (роман)
Возом за Самарканд (изворан назив: Эшелон на Самарканд) је други роман руско-татарске књижевнице Гузељ Јахине. 1923.  бољшевистичка влада одлучила је да око 150.000 напуштене и изгладнеле деце евакуише у провинције где су могли лакше да преживе. На једном од тих возова био је и организатор, црвеноармејац Дејов са 500 деце. 

## Сажетак
Роман се дешава 1923. године, након распада Руске Империје у првом светском рату и Октобарске револуције (1917) која је донела Руски грађански рат (1917-1923) и велику беду . Те године су на једном од воза Дзержинскога  превожена напуштена и гладна деца из изстрадалог и хладног Повољжја (града Казања) према југу у топли и родовитнији и топлији туркестански Самарканд. Опасан пут, који их је водио од сибирксих шума, казахстанске степе до пустиње Кизилкум и планина Туркестана између црвених чекиста, „бандитских” (белих) Козака и киргишких Басмачија. Мисију за превоз је добио црвеноармејски, млађи и „мекани” ветеран Дејов (рус. Деев) којег је контролирала строга комесарка Бела (рус. Белая). Јахина је у историсјки роман унела динамичан тон са субјективним чињеницама на путовању према југу.  
Роман је основан на историјским чињеницама.  Комесарка Бела заснована је по Асји Давидовни Каљинини (рус. Калинина Ася Давыдовна), која је из Чувашије у Москву евакуирала 5744 деце, па су је назвали „мамом чувашке деце”. 

## О књизи; оригинално дело или плагијат?
Роман је изашао у Русији у марту 2021. Српски превод је изашао 2022 (Лагуна). Ауторица је књигу, посвечену оцу Шамиљу Захаријевичу Јахину, назвала Црвеним истерном (рус. красным истерном) .
Историчар и географ Григориј Сиденков је на свом блогу (псеудоним D_Clarence), на коме је о тој теми писао пре настанка књиге, рекао да је књига Јахине плагијат његових записака   , где је Јахина само сменила неколико историјских чинјеница (уместо Самаре воз је кренуо из Казања, глад је била 1921-22 а 1923 деца су се веч врачала назад из Туркестана).  Јахина је у самој књизи (поглавље Напомене) навела референце одакле је две године у архивима црпела грађу за писање .

## Фусноте
1. ↑  Јахина је сменила датум, превози су вршени 1921-22. године
2. ↑  За време 1921-1922 Поволжје је доживело велику глад [1]
3. ↑  тако су тада звали влак-композиције за превоз изгладнеле деце[2]
4. ↑  Аналогија на западне вестерне